# Země bouří
Země bouří (v originále Viharsarok) je maďarsko-německý hraný film z roku 2014, který režíroval Ádam Császi podle vlastního scénáře. Film popisuje osudy mladého fotbalisty, který je gay. Snímek měl světovou premiéru v roce 2014 na Berlinale a v ČR byl uveden v témže roce na filmovém festivalu Febiofest.

## Děj
Szabolcs je členem fotbalového týmu v Německu. Po prohraném zápase a neshodě se spoluhráči vzdává svou sportovní kariéru a vrací se zpět do Maďarska, kde na venkově zdědil dům po dědečkovi. Rozhodne se zpustlý dům opravit a začít chovat včely. S tím nesouhlasí jeho otec, který z něj chce mít profesionálního fotbalistu. S opravou domu mu vypomáhá místní mladík Áron, se kterým se postupně sblíží a stanou se z nich milenci. Když jejich vztah vyjde najevo, jsou oba postupně svým okolím šikanováni. Navíc za Szabolcsem přijíždí jeho spoluhráč Bernard, který je do něj zamilovaný a přemlouvá ho k návratu do Německa. Szabolcs nechce odjet kvůli Áronovi. Bernard proto odjíždí sám a Szabolcs s Áronem zůstávají společně v domě, ovšem jejich vztah vrcholí tragédií.

## Obsazení
| András Sütö           | Szabolcs        |
| Sebastian Urzendowsky | Bernard         |
| Ádám Varga            | Áron            |
| Lajos Ottó Horváth    | Szabolcsův otec |
| Enikö Börcsök         | Áronova matka   |
| Zita Téby             | Brigi           |
| Uwe Lauer             | trenér          |
| Miklós Réfy           | doktor          |
| Szabolcs Fábián       | Tomi            |
| Gábor Harsai          | kněz            |
| Kristóf Horváth       | Frici           |
| Zsolt Nyári           | Miki            |
| Michel Victor         | Jürgen          |